# سیارک ۱۱۷۱۵
سیارک ۱۱۷۱۵ (به انگلیسی: 11715 Harperclark، نامگذاری:1998HA75) یازده هزار و هفتصد و پانزدهمین سیارک کشف شده‌است که در ۲۱ آوریل ۱۹۹۸ کشف شد.
قدر مطلق سیارک برابر ۲۰٫۴ است.